# Canoítas
Canoítas är en ort i Mexiko.   Den ligger i kommunen Mezquital och delstaten Durango, i den centrala delen av landet, 700 km nordväst om huvudstaden Mexico City. Canoítas ligger 2 127 meter över havet och antalet invånare är 113.
Terrängen runt Canoítas är varierad. Runt Canoítas är det mycket glesbefolkat, med 3 invånare per kvadratkilometer. Närmaste större samhälle är Llano Grande, 16,5 km norr om Canoítas. I omgivningarna runt Canoítas växer huvudsakligen savannskog.